# Saugeen Shores
Saugeen Shores è un comune del Canada, situato nella provincia dell'Ontario, nella contea di Bruce.